# Канделярия одноцветная
Канделя́рия одноцве́тная (лат. Candelaria concolor) — вид лихенизированных аскомицетов, включённый в род Канделярия (Candelaria) семейства Канделяриевые (Candelariaceae). Типовой вид рода.

## Описание
Таллом листовато-чешуйчатый, чешуйки 0,2—3×0,1—0,5 мм, округлые до линейных, желтоватые или жёлто-зелёные, часто налагающиеся друг на друга, край (изредка — вся поверхность) с зернистыми изидиями. На беловатой нижней поверхности слоевища часто заметны беловатые ризины. Апотеции редкие, обычно не развиваются, 0,2—0,8 мм в диаметре, одного цвета с талломом или темнее его, с вдавленным, затем плоским диском. Эпитеций желтоватый, теций бесцветный. Пикниды бородавчатые, погружённые, желтоватые или красновато-жёлтые.
Аски мешковидные, с 16—32 спорами, 60—75×22—50 мкм. Споры узкоэллиптические, одноклеточные, бесцветные, 7—12×4,5—5,5 мкм.
Внешне схож с Xanthoria candelaria, Xanthoria ucrainica и Xanthoria ulophyllodes, от которых отличается отсутствием реакции с раствором KOH (слоевище ксанторий становится кроваво-красными).

## Экология, ареал
Широко распространённый лишайник, известный из Евразии, Африки, Северной и Южной Америки. Встречается на стволах и ветвях деревьев (чаще лиственных), изредка — на обработанной древесине, на мхах. Нитрофил.

## Таксономия и систематика

### Синонимы
- Blasteniospora concolor (Dicks.) Trevis., 1869
- Caloplaca concolor (Dicks.) Jatta, 1900
- Lecanora concolor (Dicks.) Lamy, 1879
- Lichen concolor Dicks., 1793basionym
- Lobaria concolor (Dicks.) Hoffm., 1796
- Physcia concolor (Dicks.) Bagl. & Carestia, 1880
- Teloschistes concolor (Dicks.) Tuck., 1882
- Xanthoria concolor (Dicks.) Th.Fr., 1871

## Охранный статус
В России вид Candelaria concolor занесён в Красную книгу Калужской области.